# Frimenighed
Frimenighed, er en betegnelse for en menighedsdannelse udenfor folkekirken, men som i modsætning til frikirkerne er forpligtet på de evangelisk-luthersk bekendelser ligesom Folkekirken. 
Bekendelsesmæssigt er der derfor ingen forskel, og ofte vil frimenigheder gerne regnes for en del af Folkekirken. En frimenighed står dog ikke under tilsyn af provst og biskop, i modsætningen til valgmenigheder som hører under folkekirken og som skal godkendes af kirkeministeren.
Frimenighedsordningen, som kun forekommer i Danmark, har baggrund i Grundtvigs tanker om frihed i folket og kirken, og når frimenighederne står uden for folkekirken, skyldes det først og fremmest et ønske hos disse menigheder om at kunne organisere sig under friere former, end det er muligt selv inden for folkekirkens valgmenigheder, samt eventuelle uenigheder med folkekirkens biskopper angående ikke-bekendelsesmæssige uenigheder.
Frimenigheder har en række rettigheder som frikirker ikke har, men er dog økonomisk selvstændige og aflønner selv sine præster og andre medarbejdere, og er derfor helt afhængige af medlemmernes antal og deres bidrag.

## Frimenighedsformen og rettigheder
Ifølge Grundlovens §4 er den evangelisk-lutherske kirke “folkekirken”, hvad enten den er organiseret som sogne-, valg- eller frimenighed.
I Roesens Kirkeret (den kirkeretlige håndbog fra Kirkeministeriet) står der omkring de evangelisk-lutherske frimenigheder:
De evangelisk-lutherske frimenigheders særkende er, at de står uden for folkekirken, selvom der ikke består noget modsætnings-forhold mellem frimenighederne og folkekirken med hensyn til bekendelsesgrundlag og lære.
Da en frimenighed er og føler sig tæt beslægtet med folkekirken, er der en række særrettigheder, som frimenigheder – til forskel fra frikirker – kan nyde godt af i forhold til folkekirken: en evangelisk-luthersk frimenighed kan låne en kirke til kirkelige handlinger, dens præst kan bære folkekirkens præstedragt, ordineres af en folkekirkelig biskop (kirkeministeriet har dog fastslået, at det ikke er en officiel ordination, men en privat handling) og i visse tilfælde have mulighed for efter syv år at opnå ansættelse som folkekirkepræster.

## Historie
Fri- og valgmenighederne opstod i sidste halvdel af det 19. århundrede spredt rundt i landet, der hvor Grundtvigs tanker om frihed i folk og kirke vandt genklang. De er oprettet af mennesker, der som følge af den oplysningstradition, der var en del af Grundtvigs idé, fik mod til at tage selvstændig stilling, – og gøre op med de stramme bånd, der på den tid var almindelige i kirkelig regi, og derfor var alle frimenighederne i de første hundrede år grundtvigske menigheder. Forudsætningerne på det kirkelige område var Grundtvigs bestandige selvopgør, hans ”gåen op imod strømmen i mig selv”. Periodens præg af almuens opvækkelse var grobunden for denne genklang.
1825: Den kirkelige Anskuelse:
De grundtvigske tanker angående kirken startede i 1825, hvor Grundtvig formulerede den anskuelse, han selv kaldte sin ”mageløse opdagelse” og traditionen efter ham for ”den kirkelige anskuelse”, nemlig at kirken og kristendommen ikke var grundlagt på Bibelen. Han var udogmatisk og anskuede kristendommen historisk, hvorfor menigheden måtte være til før Bibelen. Hans anskuelse var at frisætte almuen i Danmark til både folk og menighed på eget ansvar, og ikke afhængig af folkekirkens ydre struktur.
1849: Grundloven
Grundlovens religionsfrihed gjorde det muligt at danne trossamfund udenfor kirken. 
1855: Sognebåndets ophævelse
1868: Valgmenighedsloven
Den folkekirkelige valgmenighedslov gav folkekirkelige medlemmer mulighed for at danne menighed og vælge deres egen præst uden at skulle udtræde af folkekirken
1874-1910: Oprettelse af evangeliske-lutherske frimenigheder i Nordslesvig
Oprettelse skete på baggrund af den tyske overtagelse, og de fleste på nær to blev opløst ved Genforeningen i 1920. 
1883: Frimenighed på Mors
Efter valgmenighedsloven viste det sig at der var kredse der ønskede en endnu større grad af frihed, og som derfor i 1883 dannede den første egentlige frimenighed på øen Mors, pga. at den tidligere valgmenighedspræst insisterede på nadver for ukonfirmerede børn. 
Siden er mange grundtvigske frimenigheder dannet, og af dem er der i dag otte tilbage.
1997: Luthersk Missions godkender frimenigheder indenfor foreningen.
I 1997 blev en godkendelse af frimenigheder indenfor foreningen vedtaget af Luthersk Mission (LM). Muligheden for dannelse af frimenigheder skete for at opfylde et ønske fra dele af foreningens medlemmer om en løsning ud af en folkekirke, der blev set på som ofte frafaldende fra bibelsk kristendom og for at kunne udfolde et helt menighedsliv og forme gudstjenesterne mere frit. 
Siden er foreløbigt 20 frimenigheder opstået i Luthersk Missions regi, og derudover flere uafhængige frimenigheder.
2006: Evangelisk Luthersk Netværk
ELN blev stiftet i Odense den 27. august 2006. Baggrunden var den kirkelige situation, og et ønske om at skabe en platform, et netværk, for evangelisk-lutherske kristne i Danmark, som ønsker at fastholde en klassisk forståelse af Bibelen og kirkens bekendelser. 
Fra begyndelsen af var ELN en medlemsorganisation bestående af individuelle medlemskaber. Men efter et par år åbnede man også op for menighedsmedlemskaber. Herved blev M-netværket lanceret. I M-netværket er der både sognemenigheder, valgmenigheder, menighedsfællesskaber, og frimenigheder. I øjeblikket er der 15 frimenigheder tilknyttet ELN.
2011: Indre Mission tillader frimenigheder indenfor foreningen.
I 2011 besluttede Indre Missions (IM) hovedbestyrelse at åbne for etableringen af frimenigheder udenfor folkekirken og at der holdes gudstjenester i missionshusene. Den daværende formand Anders Dalgaard gik af som en reaktion på beslutningen, der ifølge den nye formand Hans-Ole Bækgård blev vedtaget med en ellers enig hovedbestyrelse. Beslutningen var et markant brud med IM's tidligere holdning om kun at ville virke indenfor folkekirkens rammer, jf. foreningens fulde navn Kirkelig Forening for den indre mission i Danmark. Beslutningen skyldes striden om folkekirkens forhold til registreret partnerskab, og det skred i forholdet til Bibelen og folkekirkens bekendelserne som dette forslag ifølge mange i Indre Missions bagland er et udslag af. Derved håber IM at kunne beholde de, især unge, der går med tanker om dannelse af frimenigheder inden for IM. Et problem, der især vil være aktuelt, hvis vielser af homoseksuelle bliver en realitet i folkekirken. 
I tråd med beslutningen i 2011, sagde den daværende formand Christian Poulsen allerede i 2004 i sin formandsberetning at "den selvfølgelighed, hvormed Indre Mission i dag er en bevægelse i folkekirken, ikke eksisterer længere, hvis en sådan ordning for homofiles vielse indføres.” og at “i løbet af en uges tid kunne sætte døbefonte og altre ind i en række missionshuse”. Dog tilføjer han at “noget sådant er det sidste, bestyrelsen ønsker sig." 
2012: Homofilidebat i folkekirken.
D.15. juni 2012 trådte en ny lov om kønsneutralt vielsesritual i folkekirken i kraft, hvilket har skabt debat om hele folkekirken som institution. Debatten er dels affødt af, at der ikke er enighed om ritualet. Men dertil kommer, at der er tale om en politisk beslutning på vegne af en religiøs institution. I løbet af første halvdel af 2012 er der også sket en stigning i antal udmeldelser af folkekirken , samtidig med at en række frikirker er oprettet. Flere af disse ligger i Jylland og er blevet omtalt "protestmenigheder".  

## Frimenigheder i Danmark
(stiftelsesår i parentes)

### Grundtvigske frimenigheder
- Bovlund Frimenighed
- Hundborg Frimenighed
- Morsø Frimenighed
- Ryslinge Frimenighed
- Rødding Frimenighed
- Sydfyns Frimenighed
- Thorsted Frimenighed
- Trængstrup Frimenighed
- Vesthimmerlands Frimenighed
- Ågård Frimenighed

### Luthersk Missionske frimenigheder
- Aroskirken, Aarhus (2007)
- Vesterhavskirken (2010)
- Hvidovre Frimenighed (2001)
- Fyns Frimenighed (2012)
- Haderslev Frimenighed (2012)
- Hillerød Frimenighed (1998)
- Kirken på klippen, Østermarie (2012)
- Kirken ved søerne, Silkeborg (2010)
- LM-kirken i Herning (2012)
- LM-kirken i Holsterbro (2012)
- LM-kirken i Skjern (2011)
- LM's Frimenighed i Randers (1999)
- LM's Frimenighed i Sønderjylland (1998)
- Luthersk Mission Bylderup Bov (2013)
- Nordvestkirken, København, Nordvest (2006)
- Spjald Frimenighed (2006)
- Tarm Frimenighed (2004)
- Toftlund Frimenighed, LM's Frimenighed (2008)
- Vadehavskirken, Ribe (2012)
- Aalborg Frimenighed (1999)

### Frimenigheder i DanskOase's Menighedsnetværk
- Fårevejle Frimenighed (2001)
- Holstebro Oasekirke (2005)
- Københavns Frimenighed  (ophørt)
- Odder Frimenighed (1996)
- Randers Frimenighed (2004)
- Vejle Oasekirke (2007)
- Silkeborg Oasekirke (2011)

### Indre Missionske Frimenigheder
- Frimenigheden Broen, Vejle (2012) (også tilknyttet ELN)
- Lemvig Bykirke (2012) (også tilknyttet ELN)
- Bramming Frimenighed (2012)

### Frimenigheder i ELNs M-netværk
- Aarhus Frimenighed (2018)
- Borgerkirken (2013)
- Bramming Frimenighed (2012) (også tilknyttet IM)
- Frimenigheden Broen, Vejle (2012) (også tilknyttet IM)
- Herning Bykirke (2012)
- Kronjyllands Frimenighed (2013)
- Københavnerkirken (2001)
- Lemvig Bykirke (2012) (også tilknyttet IM)
- Skive Bykirke (2010)
- Skjern Bykirke (2012)
- Søhøjlandets Kirke (2012)
- Vendsyssel Frimenighed (2012)
- Frederikssund Frimenighed
- Bornholmerkirken

### Andre frimenighed
- Frimenigheden Kilden (ophørt 2012)
- Furesø Frimenighed (ophørt 2009)

## Fodnoter
1. ↑  "Evangelisk Luthersk Netværk - historie". Arkiveret fra originalen 16. februar 2015. Hentet 20. juni 2013.
2. ↑  "Manu mister medlemmer – vild flugt fra folkekirken". Arkiveret fra originalen 19. august 2012. Hentet 18. august 2012.
3. ↑  Homovielser skaber jysk kirkeboom
4. ↑  Nye protest-frimenigheder dukker op (Webside ikke længere tilgængelig)